# Girau do Ponciano
Girau do Ponciano, amtlich Município de Girau do Ponciano, ist eine Mittelstadt im Bundesstaat Alagoas im wenig entwickelten Nordosten (Região Nordeste) von Brasilien.
Die Gemeinde hat eine Fläche von rund 514 km² (Stand 2018) und bei der Volkszählung 2022 36.102 Einwohner. Diese werden Girauenser genannt. 2024 wurde Bevölkerung auf 37.335 Einwohner geschätzt. Die Entfernung zur Hauptstadt Maceió beträgt 159 km.
Bis 1943 hieß der Ort Vila de Belo Horizonte. Der Munizip wurde am 15. Juli 1958 gegründet, wirksam wurde die Emanzipation nach der Ausgliederung aus Traipu jedoch erst zum 1. Januar 1959. Stadtpräfekt ist nach der Kommunalwahl 2016 David Ramos de Barros des Partido Trabalhista Brasileiro (PTB).

## Bevölkerungsentwicklung
- 1991: 27.801
- 1996: 27.422
- 2000: 29.574
- 2007: 35.162
- 2010: 36.600
- 2013: 39.657
- 2016: 40.912
- 2019: 40.917
- 2022: 36.102
- 2024: 37.335